# Rudy Muñoz
Rudy Josué Muñoz Boteo (ur. 6 lutego 2005 w San Miguel Petapa) – gwatemalski piłkarz występujący na pozycji skrzydłowego, reprezentant Gwatemali, od 2022 roku zawodnik Municipalu.